# Yushania alpina
Yushania alpina är en gräsart som först beskrevs av Karl Moritz Schumann, och fick sitt nu gällande namn av Wei Chih Lin. Yushania alpina ingår i släktet yushanior, och familjen gräs. Inga underarter finns listade i Catalogue of Life.

## Bildgalleri